# Premios Zapping
Los Premios Zapping, creados en el año 1995 por la Asociación de Consumidores de Medios Audiovisuales de Cataluña, se otorgan anualmente en Barcelona, a programas, profesionales de la televisión nacional, videojuegos e iniciativas en Internet (páginas web y Apps). Este galardón prima la calidad de los productos sobre los índices de audiencia. 
Mediante escrutinio público, los espectadores de la televisión española votan por los programas de mayor calidad y eligen a los finalistas de cada categoría, tras lo cual un jurado designa a los ganadores.
En sus dos primeras ediciones la participación estuvo limitada a los profesionales catalanes. Sin embargo, a partir del tercer año se amplió a profesionales de todo el país debido al éxito obtenido.
En ella, se entregan dos Premios en cada categoría: Una cuya versión original sea el castellano y otra cuya versión original sea el catalán o los diferentes dialectos del catalán.
Se otorgan los siguientes galardones a nivel nacional de España:
- Mejor actualidad informativa y entrevistas.
- Mejor actriz en castellano.
- Mejor actriz en catalán o diferentes dialectos del catalán.
- Mejor actor en castellano.
- Mejor actor en catalán o diferentes dialectos del catalán.
- Mejor programa de entretenimiento / concurso.
- Mejor presentador / presentadora en castellano.
- Mejor presentador / presentadora en catalán o diferentes dialectos del catalán.
- Mejor programa cultural / documental.
- Mejor programa de televisión local.
- Mejor videojuego.
- Mejor videojuego infantil.
- Mejor iniciativa de internet o aplicación.
- Premio especial de TAC.
- Premio de los Grupos de Análisis de Programas.
- Premio Valores.